# Neckeroda
Neckeroda ist ein Ortsteil der Stadt Blankenhain im Landkreis Weimarer Land, Thüringen.

## Geografie
Das Bauerndorf liegt 5,5 km südlich von Blankenhain auf einer mittleren Höhe von 465 m NN auf einer kupierten Hochebene. Die höchste Erhebung ist 477,7 m NN. Die Bundesstraße 85 führt im östlichen Dorfrand vorbei. In östlicher Richtung gen Wittersroda befindet sich ein unwegsames Waldgelände. In Richtung Teichel liegt ein Waldgebiet.
In der Gemarkung befinden sich grundwasserferne Standorte, meist Verwitterungsböden aus Muschelkalk.

## Geschichte
Das von Slawen angelegte Rundlingsdorf wurde am 28. Oktober 1285 urkundlich erstmals erwähnt.
Im 13.–16. Jahrhundert siedelten die Bewohner der Dörfer Spaal, Gabitz und Wüstenbuch nach Neckeroda um. Die alten Dorfstellen fielen wüst. Seit 1993 besteht für Neckeroda Ensembleschutz.
Am 1. Januar 1997 wechselte der Ort aus dem Landkreis Saalfeld-Rudolstadt in den Landkreis Weimarer Land und wurde nach Blankenhain eingemeindet.

## Sehenswürdigkeiten
- Die evangelische Dorfkirche trägt auf ihrem Turm eine Wetterfahne aus dem Jahr 1606 und könnte an einen verspäteten gotischen Turmbau erinnern. Das Gotteshaus hat aber einen romanischen Kern.[3] Auf dem Friedhof steht eine Grabplatte zur Erinnerung an drei unbekannte Soldaten, die hier Ende des Krieges 1945 gefallen sind. Die Pfarrgemeinde gehört zum Kirchspiel Blankenhain II.

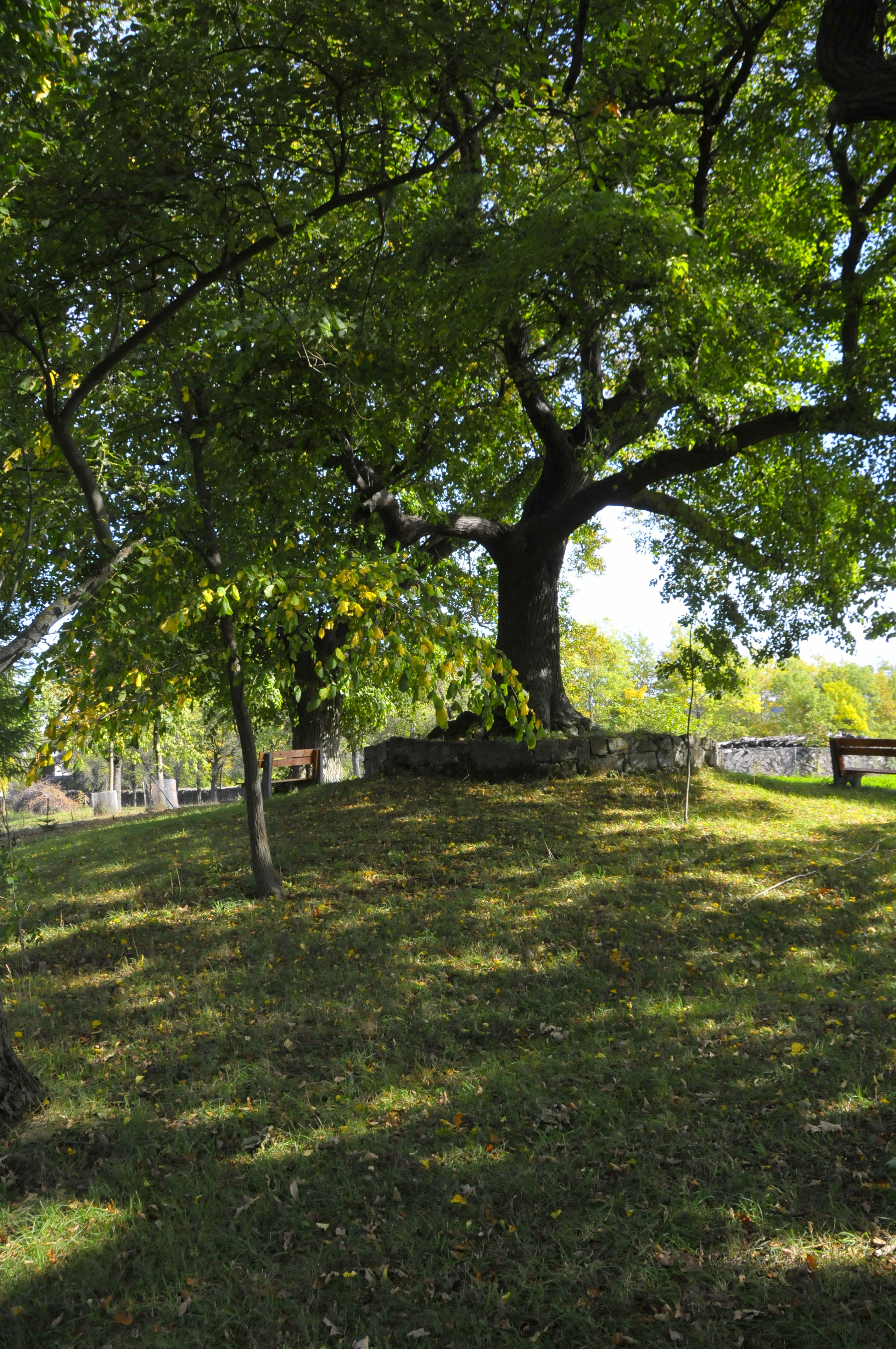
Die Wache-Linde

- Die 'Wache': Am höchsten Punkt der Gemarkung steht eine am Fuß umbaute Linde. Diesen Platz nennt man Wache, weil hier ein Aussichts- und Wachpunkt war, um in Kriegszeiten vom Dorf Schaden abzuwenden. Von hier soll eine Verbindung zum Gangsystem des Ortes bestanden haben. Es handelt sich vermutlich auch um einen historischen Gerichtsplatz.
- Das Gangsystem besteht aus unterirdischen Gängen die wahrscheinlich sternförmig unter dem Dorf verliefen und wichtige Gebäude miteinander verbanden. Die Gänge sind heute zum Teil verschüttet, jedoch noch in einigen Kellern zu erkennen.
- Nach dem Dreißigjährigen Krieg bauten die Bewohner eine bäuerliche Befestigungsanlage. Diese Anlage besteht noch zu 75 % und wird Natur-Schutz-Wall und im Volksmund Hecke genannt. Der äußere Wall ist 4 m breit und 2 m hoch, der innere 3 m breit und 1,20 m hoch. Der Wall besteht aus einer Steinmauer und ist bepflanzt sowie mit einer Zugbrücke versehen.

## Vereinsleben
Es gibt mehrere Vereine, die das öffentliche und kulturelle Leben fördern. Besonders hervorzuheben ist der Verein Thüringer Färbedorf Neckeroda e. V., der 1999 gegründet wurde und sich zum Ziel gesetzt hat, die historische Tradition des Textilfärbens mit geeigneten Färbepflanzen zu pflegen und zu fördern. Höhepunkt des Vereinslebens ist das alljährlich am letzten Samstag im August stattfindende Färber- und Handwerkerfest, an dem Färberinnen und Färber aus ganz Deutschland und teilweise aus dem übrigen Europa ihre handwerkliche Kunst zeigen. Zu diesem Fest öffnen auch die liebevoll restaurierten Höfe für die Besucher ihre Pforten. Auch andere Handwerker zeigen ihre Fertigkeiten, z. B. Töpfer, Korbmacher, Seiler und Spinnstuben.